# فيكرام جوكهيل
فيكرام جوكهيل هو ممثل هندي (وحمل سابقاً جنسية الراج البريطاني)، ولد في 14 نوفمبر 1945 ببونه في الهند. من الجوائز التي نالها جائزة الفيلم الوطني لأفضل ممثل ‏.

## أعمال

### أفلام
- (1994) لادلا

## جوائز
- جائزة الفيلم الوطني لأفضل ممثل [الإنجليزية]‏

## وصلات خارجية
- فيكرام جوكهيل على موقع IMDb (الإنجليزية)
- فيكرام جوكهيل على موقع قاعدة بيانات الفيلم (الإنجليزية)